# Non/fiction könyvvásár

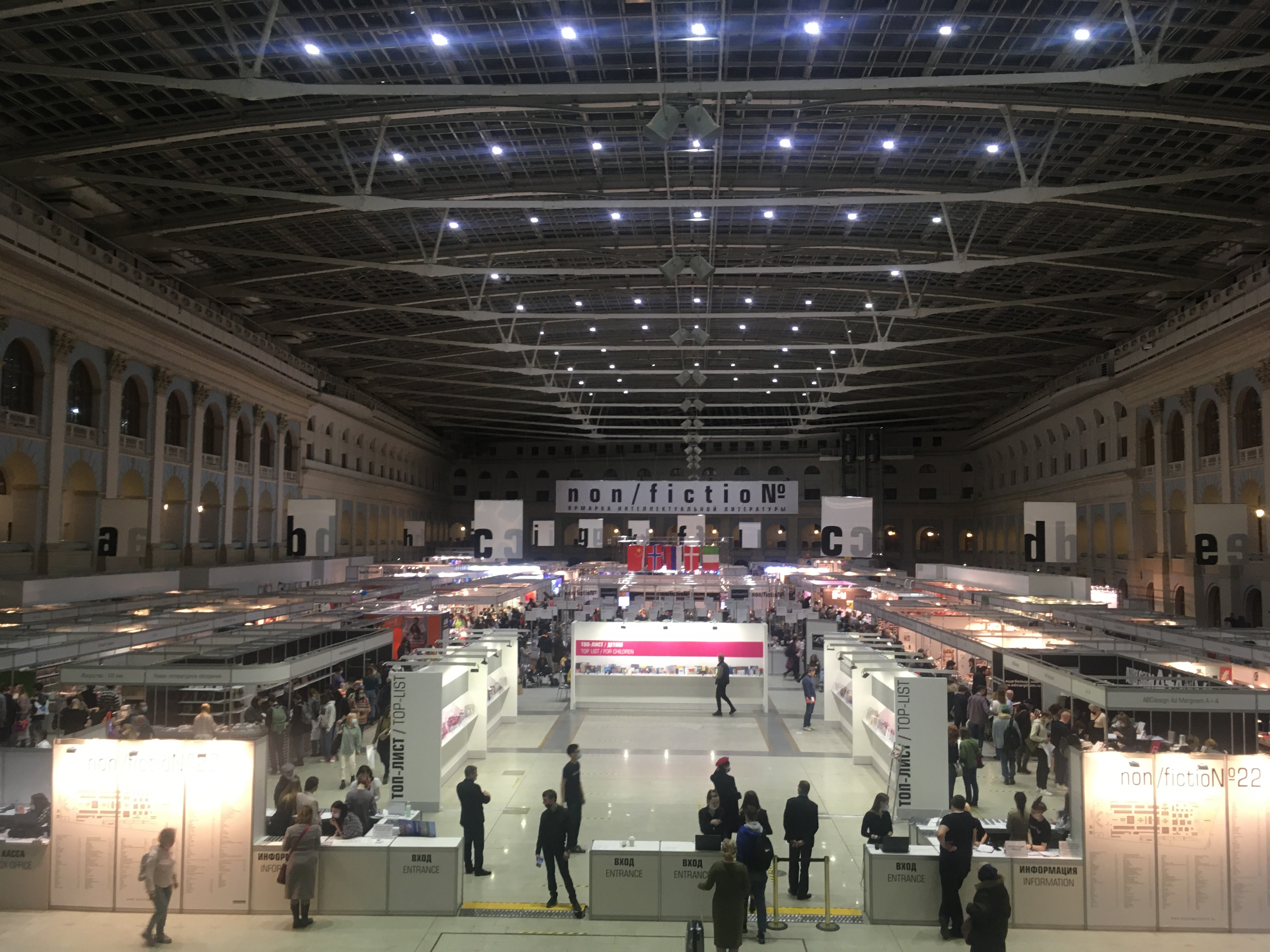
A 22. Non/fiction könyvvásár (2019)

A Non/fiction egy Moszkvában 1999 óta évente megrendezett könyvvásár rövid neve (ebben a kötött formában). A rendezvény teljes neve oroszul: Международная ярмарка интеллектуальной литературы non/fiction (Mezsdunarodnaja jarmarka intyellektualnoj lityeratuti non/fiction, jelentése nyers fordításban: 'az intellektuális irodalom nemzetközi vására'). Ez Oroszország egyik legnagyobb könyvvására. 
Alapítója és fő szervezője a moszkvai székhelyű Expo-Park Kft. (ОOО „Экспо-Парк Выставочные Проекты”, Ekszpo-Park Visztavocsnije Projekti Kft.). A cég évente több nagy kiállítás, szakmai vásár „gazdája”, rendezvényeit többnyire valamelyik minisztérium vagy Moszkva kormánya, illetve ezekhez tartozó intézmény, szervezet támogatja. A vásár szervezőbizottságának elnöke és a cég alapító-vezérigazgatója is Vlagyimir Vlagyimirovics Bicskov üzletember, neves művészeti menedzser.

## Ismertetése

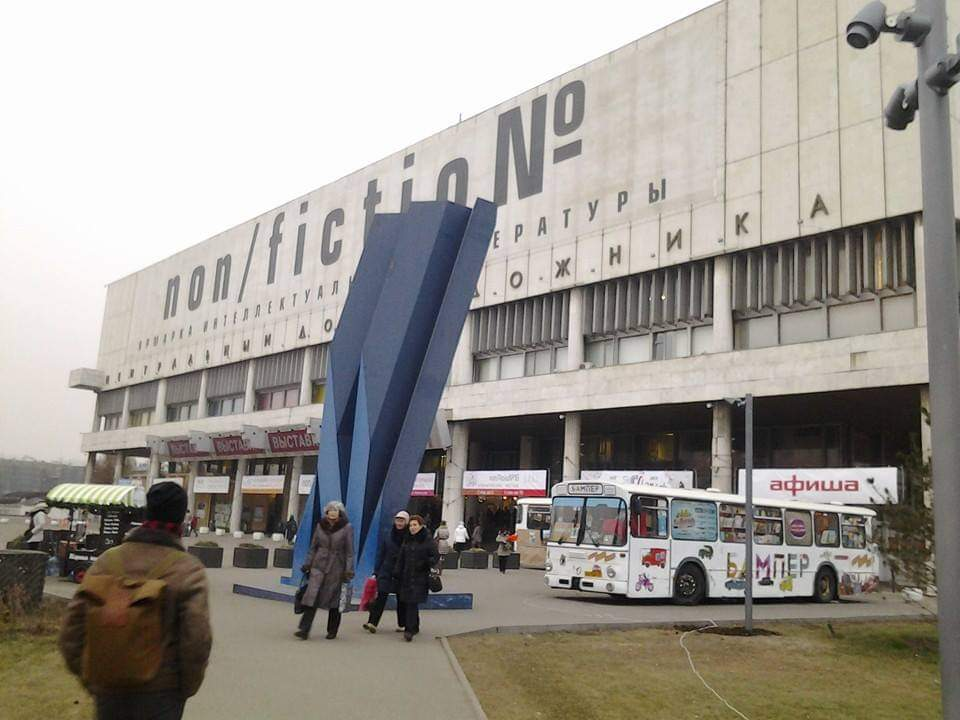
A 16. Non/fiction könyvvásár helyszíne, a Művészek Központi Háza (2014)

A Non/fiction név arra utal, hogy a kínálatban az ismeretközlő irodalom (non-fiction) és a szépirodalom (fiction) egyaránt jelen van.
Az első évben a rendezvénynek 40 kiállítója volt. 2010-ben már 280 kiadó és 16 ország képviselője, a jubileumi 20. vásáron, 2018-ban több mint 300 kiadó és 24 ország képviselője vett részt a vásáron. A látogatók száma elérte a 37 ezret, és az épület méretei, az állandó tolongás miatt ezt már nem lehetett növelni.
Az évente november-december fordulóján megrendezett ötnapos vásárt 1999-től 2018-ig a Művészek Központi Házában tartották, 2019-től már a moszkvai Gosztyinij dvor felújított történelmi épületében tartják. A pandémia miatt 2020-ban elmaradt rendezvényt 2021 márciusában rendezték meg, majd az évben másodjára, december 2–6. között megtartott vásáron bejelentették, hogy 2022-től a Non/fiction-t évente kétszer, tavasszal és ősszel is megrendezik.
A kínálatban nem csak újdonságok, hanem régi kiadású ritkaságok is vannak. A Moszkvai Nemzetközi Könyvvásártól eltérően „a látogatók olyan könyvekért is jönnek ide, amelyek már nem kaphatók a boltokban. És a könyvek árai itt láthatóan alacsonyabbak”. A kiállításon oroszországi és külföldi kiadók, könyvterjesztők vesznek részt, és minden évben egy-egy kiemelt ország a díszvendég. 
A rendezvényen számos író-olvasó találkozót, könyvbemutatókat, előadásokat, szemináriumokat tartanak. A szakértői tanács és a kurátorok egy minősített listával segítik a látogatókat eligazodni a könyvújdonságok között. Az általuk összeállított „toplista” a 2010. évi vásáron száz könyvcímet, 2021-ben már  több mint kétszázat tartalmazott.
A vásár során több díjat is átadnak és pályázatok eredményét ismertetik. Köztük van például az Andrej Belij irodalmi díj, egy fordítói díj, illetve a kiadók számára meghirdetett „A könyv művészete. Hagyományok és keresés” pályázat és „A legjobb moszkvai könyvesbolt” pályázat eredményhirdetése. 2017 óta ezekhez egy újabb díj járul, a könyvszakma díja (Приз книжного сообщества), melyet öt kategóriában osztanak ki.